# Canton de Villebon-sur-Yvette
Le canton de Villebon-sur-Yvette est une ancienne division administrative et circonscription électorale française située dans le département de l’Essonne et la région Île-de-France.

## Géographie

### Situation
| Type d’occupation           | Pourcentage | Superficie (en hectares) |
| --------------------------- | ----------- | ------------------------ |
| Espace urbain construit     | 34,7 %      | 984,16                   |
| Espace urbain non construit | 8,2 %       | 233,49                   |
| Espace rural                | 57,0 %      | 1 617,37                 |
| Source : Iaurif             |             |                          |

Le canton était organisé autour de la commune de Villebon-sur-Yvette dans l’arrondissement de Palaiseau. Son altitude variait entre quarante-trois mètres à Champlan et cent soixante-sept mètres à Villejust, pour une altitude moyenne de quatre-vingt huit mètres.

### Composition
Le canton de Villebon-sur-Yvette comptait cinq communes :
| Communes            | Population (2012) | Code postal | Code Insee  |
| ------------------- | ----------------- | ----------- | ----------- |
| Ballainvilliers     | 3 795 hab.        | 91160       | 91 3 35 044 |
| Champlan            | 2 525 hab.        | 91160       | 91 3 35 136 |
| Saulx-les-Chartreux | 5 048 hab.        | 91160       | 91 3 35 587 |
| Villebon-sur-Yvette | 9 625 hab.        | 91140       | 91 3 35 661 |
| Villejust           | 2 247 hab.        | 91140       | 91 3 35 666 |

### Démographie
| 1975   | 1990   | 1999   | 2006   | 2011   | 2012   |
| ------ | ------ | ------ | ------ | ------ | ------ |
| 14 570 | 19 567 | 21 187 | 22 549 | 23 434 | 23 836 |

### Pyramide des âges
| Hommes | Classe d’âge | Femmes |
| ------ | ------------ | ------ |
| 0,3    | 90 ans ou +  | 0,8    |
| 3,8    | 75 à 89 ans  | 5,9    |
| 11,6   | 60 à 74 ans  | 12,4   |
| 21,6   | 45 à 59 ans  | 21,8   |
| 21,9   | 30 à 44 ans  | 22,3   |
| 20,2   | 15 à 29 ans  | 18,0   |
| 20,6   | 0 à 14 ans   | 18,8   |

| Hommes | Classe d’âge | Femmes |
| ------ | ------------ | ------ |
| 0,3    | 90 ans ou +  | 0,8    |
| 4,4    | 75 à 89 ans  | 6,7    |
| 11,3   | 60 à 74 ans  | 11,9   |
| 19,9   | 45 à 59 ans  | 20,0   |
| 21,9   | 30 à 44 ans  | 21,4   |
| 20,6   | 15 à 29 ans  | 19,2   |
| 21,7   | 0 à 14 ans   | 20,0   |

## Historique
Le canton de Villebon-sur-Yvette fut créé par décret ministériel le 7 décembre 1975.

## Représentation

### Conseillers généraux du canton de Villebon-sur-Yvette
| Période | Période      | Identité                 | Étiquette | Qualité |
| ------- | ------------ | ------------------------ | --------- | --- |
| 1976    | 1983         | Jean-Marc Bernard        | PCF       | Architecte urbaniste Maire de Saulx-les-Chartreux (1959 → 1989)                                               |
| 1983    | 2003 (décès) | Gérard Nevers            | UDF       | Maire de Villebon-sur-Yvette (1983 → 2003) Décédé en fonction                                                 |
| 2003    | 2015         | M. Dominique Fontenaille | DVD       | Directeur pédagogique ESED Maire de Villebon-sur-Yvette (2003 → ) Conseiller départemental des Ulis (2015 → ) |

### Résultats électoraux
Élections cantonales, résultats des deuxièmes tours :
- Élections cantonales de 1994 : 57,34 % pour Gérard Nevers (UDF) élu au premier tour, 14,14 % pour Frederic Malmezat (PS), 67,27 % de participation[8].
- Élections cantonales de 2001 : 64,24 % pour Gérard Nevers (DVD), 35,76 % pour Pierre Gérard (PS), 53,87 % de participation[9].
- Élections cantonales de 2008 : 50,11 % pour Dominique Fontenaille (DVD) élu au premier tour, 31,40 % pour Thomas Chaumeil (PS), 65,31 % de participation[10].

## Économie

### Emplois, revenus et niveau de vie
| Répartition des emplois par catégories socioprofessionnelles en 2006. |              |                                           |                                                   |                            |                          |                           |
|                                                                       | Agriculteurs | Artisans, commerçants, chefs d’entreprise | Cadres et professions intellectuelles supérieures | Professions intermédiaires | Employés                 | Ouvriers                  |
| Canton de Villebon-sur-Yvette                                         | 0,6 %        | 6,4 %                                     | 20,3 %                                            | 24,8 %                     | 25,5 %                   | 22,3 %                    |
| Département de l’Essonne                                              | 0,2 %        | 4,5 %                                     | 22,1 %                                            | 27,7 %                     | 27,6 %                   | 17,9 %                    |
| Moyenne nationale                                                     | 2,2 %        | 6,0 %                                     | 15,4 %                                            | 24,6 %                     | 28,7 %                   | 23,2 %                    |
| Répartition des emplois par secteurs d’activités en 2006.             |              |                                           |                                                   |                            |                          |                           |
|                                                                       | Agriculture  | Industrie                                 | Construction                                      | Commerce                   | Services aux entreprises | Services aux particuliers |
| Canton de Villebon-sur-Yvette                                         | 2,1 %        | 12,9 %                                    | 10,1 %                                            | 25,9 %                     | 20,3 %                   | 5,8 %                     |
| Département de l’Essonne                                              | 0,8 %        | 11,5 %                                    | 6,1 %                                             | 15,4 %                     | 18,8 %                   | 6,4 %                     |
| Moyenne nationale                                                     | 3,5 %        | 15,2 %                                    | 6,4 %                                             | 13,3 %                     | 13,3 %                   | 7,6 %                     |
| Sources : Insee,                                                      |              |                                           |                                                   |                            |                          |                           |

## Pour approfondir

## Sources
1. ↑  Fiche multicommunale d’occupation des sols en 2008 sur le site de l’Iaurif. Consulté le 20/11/2010.
2. ↑  Structure de la population du canton de 1968 à l'année de la dernière population légale connue
3. ↑  Fiches Insee - Populations légales du canton pour les années 2006, 2011, 2012
4. ↑  Pyramide des âges cantonale 2009 sur le site de l’Insee. Consulté le 08/07/2012.
5. ↑  Pyramide des âges de l’Essonne en 2009 sur le site de l’Insee. Consulté le 07/07/2012.
6. ↑  Texte du décret ministériel portant sur la création de canton de Villebon-sur-Yvette sur le site legifrance.gouv.fr Consulté le 16/05/2009.
7. ↑  « Le maire de Villebon largement élu », Le Parisien,  édition de l'Essonne,‎ 26 mai 2003 (lire en ligne, consulté le 15 février 2018) « Le successeur de Gérard Nevers, décédé subitement le 10 mars dernier, a en effet remporté le canton avec 69,65 % des voix contre 30,11 %  pour Pierre Gérard, son rival, conseiller municipal PS d'opposition à Villebon ».
8. ↑  Résultats de l’élection cantonale 1994 sur le site du Figaro. Consulté le 21/10/2009.
9. ↑  Résultats de l’élection cantonale 2001 dans le canton sur le site du ministère de l’Intérieur. Consulté le 15/05/2009.
10. ↑  Résultats de l’élection cantonale 2008 dans le canton sur le site du ministère de l’Intérieur. Consulté le 15/05/2009.
11. ↑  Rapport statistique cantonal sur le site de l’Insee. Consulté le 29/04/2010.
12. ↑  Rapport statistique départemental sur le site de l’Insee. Consulté le 16/08/2009.
13. ↑  Rapport statistique national sur le site de l’Insee. Consulté le 05/07/2009.